# Agathosma crassifolia
Agathosma crassifolia är en vinruteväxtart som beskrevs av Otto Wilhelm Sonder. Agathosma crassifolia ingår i släktet Agathosma och familjen vinruteväxter. Inga underarter finns listade i Catalogue of Life.